# Campionati europei di nuoto 2012 - 50 metri rana femminili
La gara dei 50 metri rana femminili degli Europei 2012 si è svolta il 26 e 27 maggio 2012 e vi hanno partecipato 35 atlete. Le batterie e le semifinali si sono svolte il 26 e la finale nel pomeriggio del giorno successivo.

## Podio
| Pos.    | Atleta           | Nazione   |
| ------- | ---------------- | --------- |
| Oro     | Petra Chochová   | Rep. Ceca |
| Argento | Sycerika McMahon | Irlanda   |
| Bronzo  | Caroline Ruhnau  | Germania  |

## Record
Prima della manifestazione il record del mondo (RM), il record europeo (EU) e il record dei campionati (RC) erano i seguenti.
| Record mondiale       | 28"80 | Jessica Hardy  | 7 agosto 2009 Federal Way |
| Record europeo        | 30"09 | Julija Efimova | 2 agosto 2009 Roma        |
| Record dei campionati | 30"29 | Julija Efimova | 15 agosto 2010 Budapest   |

## Risultati

### Batterie
| Pos. | Atleta                    | Nazionalità          | Tempo | Batteria | Corsia | Note |
| ---- | ------------------------- | -------------------- | ----- | -------- | ------ | ---- |
| 1    | Petra Chocová             | Rep. Ceca            | 31"28 | 3        | 4      | Q    |
| 2    | Caroline Ruhnau           | Germania             | 31"44 | 4        | 4      | Q    |
| 3    | Sycerika McMahon          | Irlanda              | 31"65 | 5        | 5      | Q    |
| 4    | Valentina Artemyeva       | Russia               | 31"83 | 5        | 3      | Q    |
| 5    | Hrafnhildur Lúthersdóttir | Islanda              | 31"85 | 4        | 8      | Q    |
| 6    | Martina Moravčiková       | Rep. Ceca            | 31"95 | 4        | 3      | Q    |
| 7    | Concepción Badillo Díaz   | Spagna               | 32"01 | 3        | 5      | Q    |
| 8    | Erla Dögg Haraldsdóttir   | Islanda              | 32"18 | 2        | 5      | Q    |
| 9    | Ivana Ninković            | Bosnia ed Erzegovina | 32"19 | 5        | 6      | Q    |
| 9    | Chiara Boggiatto          | Italia               | 32"19 | 5        | 7      | Q    |
| 11   | Jenna Laukkanen           | Finlandia            | 32"20 | 3        | 7      | Q    |
| 12   | Mariya Liver              | Ucraina              | 32"27 | 3        | 1      | Q    |
| 13   | Katharina Stiberg         | Norvegia             | 32"29 | 3        | 3      | Q    |
| 13   | Vanessa Grimberg          | Germania             | 32"29 | 3        | 6      | Q    |
| 15   | Anastasia Christoforou    | Cipro                | 32"45 | 4        | 2      | Q    |
| 16   | Ana Pinho Rodrigues       | Portogallo           | 32"49 | 3        | 2      | Q    |
| 17   | Ewa Scieszko              | Polonia              | 32"55 | 4        | 7      |      |
| 18   | Anna Sztankovics          | Ungheria             | 32"56 | 5        | 2      |      |
| 19   | Tjaša Vozel               | Slovenia             | 32"59 | 4        | 6      |      |
| 20   | Lisa Fissneider           | Italia               | 32"70 | 4        | 5      |      |
| 21   | Dilara Buse Günaydin      | Turchia              | 32"78 | 5        | 1      |      |
| 22   | Zuzana Mimovicová         | Slovacchia           | 32"81 | 5        | 8      |      |
| 23   | Ceren Dilek               | Turchia              | 33"08 | 3        | 8      |      |
| 24   | Maria Georgia Michalaka   | Grecia               | 33"14 | 2        | 8      |      |
| 25   | Evelina Aizpuriete        | Lettonia             | 33"11 | 2        | 4      |      |
| 26   | Tatiana Chisca            | Moldavia             | 33"18 | 2        | 3      |      |
| 27   | Raminta Dvariškytė        | Lituania             | 33"24 | 1        | 4      |      |
| 28   | Fiona Doyle               | Irlanda              | 33"46 | 4        | 1      |      |
| 29   | Maria Harutjunjan         | Estonia              | 33"55 | 1        | 3      |      |
| 30   | Irina Novikova            | Russia               | 33"57 | 2        | 2      |      |
| 31   | Vangelina Draganova       | Bulgaria             | 33"72 | 2        | 7      |      |
| 32   | Anastasiya Malyavina      | Ucraina              | 33"87 | 1        | 5      |      |
| 33   | Evghenia Tanasienco       | Moldavia             | 34"71 | 2        | 6      |      |
| 34   | Helena Pikhartová         | Rep. Ceca            | 35"24 | 2        | 1      |      |
| -    | Dorothea Brandt           | Germania             | -     | 5        | 4      | DNS  |

### Semifinali
| Pos. | Atleta                    | Nazionalità          | Tempo | Batteria | Corsia | Note |
| ---- | ------------------------- | -------------------- | ----- | -------- | ------ | ---- |
| 1    | Petra Chocová             | Rep. Ceca            | 31"44 | 2        | 4      | Q    |
| 2    | Sycerika McMahon          | Irlanda              | 31"51 | 2        | 5      | Q    |
| 3    | Valentina Artemyeva       | Russia               | 31"52 | 1        | 5      | Q    |
| 4    | Caroline Ruhnau           | Germania             | 31"59 | 1        | 4      | Q    |
| 5    | Concepción Badillo Díaz   | Spagna               | 31"66 | 2        | 6      | Q    |
| 6    | Katharina Stiberg         | Norvegia             | 31"84 | 2        | 1      | Q    |
| 7    | Hrafnhildur Lúthersdóttir | Islanda              | 31"95 | 2        | 3      | Q    |
| 8    | Mariya Liver              | Ucraina              | 31"96 | 1        | 7      | Sp   |
| 8    | Martina Moravčiková       | Rep. Ceca            | 31"96 | 1        | 3      | Sp   |
| 10   | Anastasia Christoforou    | Cipro                | 31"98 | 2        | 8      |      |
| 10   | Ana Pinho Rodrigues       | Portogallo           | 31"98 | 1        | 8      |      |
| 12   | Ivana Ninković            | Bosnia ed Erzegovina | 32"26 | 2        | 2      |      |
| 12   | Jenna Laukkanen           | Finlandia            | 32"26 | 2        | 7      |      |
| 14   | Erla Dögg Haraldsdóttir   | Islanda              | 32"27 | 1        | 6      |      |
| 15   | Vanessa Grimberg          | Germania             | 32"41 | 1        | 1      |      |
| 16   | Chiara Boggiatto          | Italia               | 32"60 | 1        | 2      |      |

#### Spareggio
| Pos. | Atleta              | Nazionalità | Tempo | Corsia | Note |
| ---- | ------------------- | ----------- | ----- | ------ | ---- |
| 1    | Martina Moravčiková | Rep. Ceca   | 31"70 | 4      | Q    |
| 2    | Mariya Liver        | Ucraina     | 32"04 | 5      |      |

### Finale
| Pos.    | Atleta                    | Nazionalità | Tempo | Corsia | Note |
| ------- | ------------------------- | ----------- | ----- | ------ | ---- |
| Oro     | Petra Chocová             | Rep. Ceca   | 31"25 | 4      |      |
| Argento | Sycerika McMahon          | Irlanda     | 31"27 | 5      |      |
| Bronzo  | Caroline Ruhnau           | Germania    | 31"35 | 6      |      |
| 4       | Concepción Badillo Díaz   | Spagna      | 31"69 | 2      |      |
| 5       | Valentina Artemyeva       | Russia      | 31"70 | 3      |      |
| 6       | Katharina Stiberg         | Norvegia    | 31"95 | 7      |      |
| 7       | Martina Moravciková       | Rep. Ceca   | 32"05 | 8      |      |
| 8       | Hrafnhildur Lúthersdóttir | Islanda     | 32"25 | 1      |      |